# Timotheos Samuel Aktaş
Timotheos Samuel Aktaş, auch Metropolit Mor Timotheos, (* 1. Januar 1945 in Bethkustan, Tur Abdin) ist ein aramäischer syrisch-orthodoxer Erzbischof und Metropolit von Tur Abdin.

## Leben
Samuel Aktaş studierte zunächst an einer syrisch-aramäischen Medrese im Tur Abdin und war anschließend als Lehrer für syrische Sprache und für Religion tätig. 1961 trat er in das syrisch-orthodoxe Kloster Mor Gabriel ein. 1962 wurde er zum Diakon geweiht, 1964 legte er die Profess ab. Nach dem zwangsweisen Wehrdienst 1967 wurde er Leiter des Priesterseminars in Mor Gabriel. Von 1969 bis 1972 studierte er in den USA Englisch und Theologie. 
1973 wurde er zum Abt des seit 397 bestehenden Klosters Mor Gabriel gewählt und belebte das Klosterleben grundlegend. Seine Heiligkeit Mor Ignatius Zakka I. Iwas, Patriarch der Syrisch-Orthodoxen Kirche von Antiochien ehrte ihn 1980 mit dem Heiligen Kreuz für seine großen Bemühungen im Kloster. In den letzten Jahren waren das Kloster und sein Abt allerdings in juristische Auseinandersetzungen verwickelt, in deren Verlauf das Kloster einen großen Teil seines Grundbesitzes verlor, was zu erheblichen Protesten im Ausland führte.
Nach dem Unfalltod von Philoxenos Eliyas Çankaya wurde er 1985 zum Erzbischof der Erzdiözese Tur Abdin mit Bischofsname Timotheos ernannt. Die Bischofsweihe am 10. Februar 1985 zum Metropolit der Syrisch-Orthodoxen Diözese von Tur Abdin spendete ihm Seine Heiligkeit Mor Ignatius Zakka I. Iwas.
1993 wurde er von der finnischen Kirche mit einem Preis geehrt für seinen unermüdlichen Einsatz während des Zweiten Golfkriegs im Jahr 1991 zur Unterstützung der irakischen Flüchtlinge. 1993 erhielt er die theologischen Ehrendoktorwürden des Collegium Sancti Spiritus und der Diandra Universität.
Metropolit Mor Timotheos lebt an seinem Bischofssitz im Kloster Mor Gabriel.